# نجس
نجس به چیزی گفته می‌شود که دارای خباثت معنوی است و پاک نیست.
در اصطلاح فقه اسلامی، نجس به مواردی گفته می‌شود، که تماس با آن‌ها و آنچه با شرایطی به آن‌ها برخورد کند، نوعی از ناپاکی یعنی همان نجاست، را به برخورد کننده منتقل می‌کند، که در پی آن احکام خاصی برای شیء دارای نجاست، که متنجس نامیده می‌شود، به وجود می‌آید. برای مثال با لباس متنجس، به استثنای مواردی، نمی‌توان نماز به‌جا آورد. البته به وسیله عمل تطهیر که شرایط خاص خود را دارد می‌توان این نجاست را از شی زائل نمود؛ خوردن و آشامیدن نجاسات حرام است. هر چیزی که نجس شده باشد، (متنجس) با مطهرات پاک می‌شود.

## در لغت
راغب اصفهانی در مفردات می‌نویسد که نجاست به معنی هرگونه پلیدی است و در دو گونه است: پلیدی حسی و پلیدی باطنی. طبرسی در تفسیر مجمع‌البیان می‌نویسد: به هرچیزی که سرشت انسان از آن متنفر است نجس گفته می‌شود.

## در قرآن
در قرآن در آیهٔ ۲۸ سورهٔ توبه کلمهٔ نجس به کار رفته است: «ای کسانی که ایمان آورده‌اید! حق این است که مشرکان نجس‌اند…»
سوره توبه:۲۸

ای کسانی که ایمان آورده‌اید، جز این نیست که مشرکان [به دلیل بُت‌پرستی و افکار باطل] پلیدند، از این رو نباید پس از امسال به مسجدالحرام نزدیک شوند؛ اگر هم از فقر و کسادی می‌ترسید [فکر می‌کنید با نیامدنشان بازار تجارتی مکه بی‌رونق خواهد شد] خدا اگر بخواهد به زودی شما را از فضل خویش بهره‌مند می‌گرداند، مسلماً خدا دانای حکیم است.
سوره توبه:۲۷

(نجس با فتحه ج به معنای نجس بودن جسمی نیست، بلکه به معنی پلیدی فکری و رفتاری است) گرچه آلودگی جسمی مشرکان، به دلیل عدم رعایت مطهرات اسلامی، در اجتماع عظیمی که بهداشت و پاکیزگی محیط، شرط اولیه سلامت و با فقدان آب کافی بسیار قابل توجه می‌باشد.
در قرآن در مورد نجاست هشت چیز آیه نازل شده:
- خمر
- یا اَیُّهَا الَّذینَ امَنُوا اِنَّما الْخَمْرُ وَ الْمَیْسِرُ وَ الْاَنْصابُ و الْاَزْلامُ رِجْسٌ مِنْ عَمَلِ الشَّیْطانِ فَاجْتَنِبُوهُ لَعَلَّکُمْ تُفْلِحُونَ» (مائده/ ۹۰) ای کسانی که ایمان آورده‌اید شراب و قمار و بتها و ازلام (که یک نوع بخت‌آزمایی بوده) پلیدند و از عمل شیطانند از آنها دوری کنید تا رستگار شوید
- بول انسان و حیوان
- غائط انسان و حیوان
- «یا أَیُّهَا الَّذِینَ آمَنُوا إِذا قُمْتُمْ إِلَی الصَّلاةِ فَاغْسِلُوا وُجُوهَکُمْ … وَ إِنْ کُنْتُمْ مَرْضی أَوْ عَلی سَفَرٍ أَوْ جٰاءَ أَحَدٌ مِنْکُمْ مِنَ الْغائِطِ أَوْ لامَسْتُمُ النِّساءَ … وَ لکِنْ یُرِیدُ لِیُطَهِّرَکُمْ وَ لِیُتِمَّ نِعْمَتَهُ عَلَیْکُمْ لَعَلَّکُمْ تَشْکُرُونَ[۱]»، هان ای کسانی که ایمان آوردید چون خواستید به نماز بایستید صورت و دستهایتان را تا آرنج‌ها بشویید … و اگر بیمار یا در حال سفر بودید، یا یکی از شما از چاله- گودالی که برای ادرار کردن (بول و غائط) بدانجا می‌روند- آمد … خدا نمی‌خواهد شما دچار مشقت شوید، و لیکن می‌خواهد پاکتان کند، و نعمت خود را بر شما تمام سازد، باشد که شکر به جای آرید.
- کافر
- یَا أَیُّهَا الَّذِینَ آمَنُواْ إِنَّمَا الْمُشْرِکُونَ نَجَسٌ…(توبه/۲۸) ای کسانی که ایمان آورده‌اید حقیقت این است که مشرکان (کافر) ناپاکند…
- خون
- خوک
- مردار
- (قُل لاَّ أَجِدُ فِی مَا أُوْحِیَ إِلَیَّ مُحَرَّمًا عَلَی طَاعِمٍ یَطْعَمُهُ إِلاَّ أَن یَکُونَ مَیْتَةً أَوْ دَمًا مَّسْفُوحًا أَوْ لَحْمَ خِنزِیرٍ فَإِنَّهُ رِجْسٌ أَوْ فِسْقًا أُهِلَّ لِغَیْرِ اللّهِ بِهِ… (انعام /۱۴۵) بگو در آنچه به من وحی شده است بر خورنده ای که آن را می‌خورد هیچ حرامی نمی‌یابم مگر آنکه مردار یا خون ریخته یا گوشت‏ خوک باشد که اینها همه پلیدند یا [قربانیی که] از روی نافرمانی [به هنگام ذبح] نام غیر خدا بر آن برده شده باشد…)
- منی در صورتی که بتوان رجز شیطان را منی تفسیر کرد.
- (إِذْ یُغَشِّیکُمُ النُّعَاسَ أَمَنَةً مِّنْهُ وَیُنَزِّلُ عَلَیْکُم مِّن السَّمَاء مَاء لِّیُطَهِّرَکُم بِهِ وَیُذْهِبَ عَنکُمْ رِجْزَ الشَّیْطَانِ وَلِیَرْبِطَ عَلَی قُلُوبِکُمْ وَیُثَبِّتَ بِهِ الأَقْدَامَ (به خاطر بیاورید) هنگامی را که خواب سبکی که مایه آرامش از ناحیه خدا بود شما را فرو گرفت و آبی از آسمان برای شما فرو فرستاد تا با آن شما را پاک و پلیدی شیطان (منی) را از شما دور سازد و دلهای شما را محکم و گامها را با آن ثابت دارد)
- سگ البته در میان عین النجس‌ها تنها در مورد نجاست سگ هیچ آیه ای وجود ندارد و صرفاً براساس روایات و احادیث نجس شمرده می‌شود

## نجاسات در مذهب شیعه
- بول
- غائط (مدفوع)
- منی
- مردار
- خون
- سگ
- خوک
- کافر در این که این حکم شامل کدام دسته از کفار می‌شود نیز اختلاف وجود دارد.
- خمر
- عرق شتر نجاست‌خوار[۴]
- عرق جنب از حرام حکم به نجاست آن خاص به شیعه است، در حکم به نجاست آن نیز اختلاف وجود دارد.
- آب‌انگور جوشیده ثلثان نشده حکم به نجاست آن خاص به شیعه است، در حکم به نجاست آن نیز اختلاف وجود دارد.[۵]

## نجاسات در اهل سنت
- خمر
- خون
- بول انسان و حیوان
- غائط انسان و حیوان

در این که نجاست بول و غائط شامل کدام حیوانات می‌شود اختلاف وجود دارد.
- منی در نجاست منی انسان و حیوان اختلاف وجود دارد.
- مردار حیوانی که خود مرده باشد یا ذبح شرعی نشده باشد. در نجاست انسان مرده اختلاف وجود دارد.
- سگ در نجاست سگ اختلاف وجود دارد.
- خوک در نجاست خوک اختلاف وجود دارد.
- قی حکم به نجاست آن خاص به اهل سنت است.
- چرک حکم به نجاست آن خاص اهل سنت است.
- مذی و وذی در نجاست این دو در انسان و حیوان اختلاف وجود دارد.
- در حکم نیم خوردهٔ حیوانات اختلاف وجود دارد.
- در حکم حیوان نجاست خوار اختلاف وجود دارد.[۶]